# منطقة صوفيا
منطقة صوفيا هي واحدة من المناطق الإدارية في مدغشقر. تقع شمال الجزيرة و عاصمتها مدينة أنتسوهيهي. تحدها من الشمال منطقة ديانا و من الشرق منطقتي سافا و انالانجيروفو و من الغرب منطقة بويني و من الجنوب منطقتي بيتسيبوكا و ألوترا مانغورو.
سميت المنطقة على اسم نهر صوفيا.
في 2004 قدر عدد سكان المنطقة ب 940,800 نسمة في حين تبلغ المساحة الكلية 52504 كم².